# Verhuellia hydrocotylifolia
Verhuellia hydrocotylifolia är en pepparväxtart som först beskrevs av August Heinrich Rudolf Grisebach, och fick sitt nu gällande namn av C. Dc.. Verhuellia hydrocotylifolia ingår i släktet Verhuellia och familjen pepparväxter. Inga underarter finns listade i Catalogue of Life.